# Søren Christian Bjulf
Søren Christian Bjulf (15. oktober 1890 i Løgstør – 20. januar 1958 i Roskilde) var en dansk kunstmaler.
Bjulf havde som jyde en sindig sans for lyset, mennesker og stemninger. Han er mest kendt for sine malerier af bymotiver fra København, især af de fiskesælgende skovserkoner fra Gammel Strand i havnen, samt politimænd, postbud og blomstersælgersker fra Højbro Plads ved Christiansborg.
Han nød ikke større anerkendelse i sin samtid, og han har stået i skyggen af andre samtidige københavnerkunstnere, f.eks. Paul Fischer.
Hans billeder har fået et publikum i nyere tid pga. deres skildring af en epoke i København, der nu er forbi.